# Larense School
De Larense School is de verzamelnaam voor een groep kunstenaars die aan het einde van de 19de en het begin van de 20ste eeuw werkzaam waren in en rond het dorp Laren in Noord-Holland. Ze is ontsproten aan de Haagse School, waarmee ze stilistisch veel verwantschap vertoonde.

## Ontstaan, eerste generatie

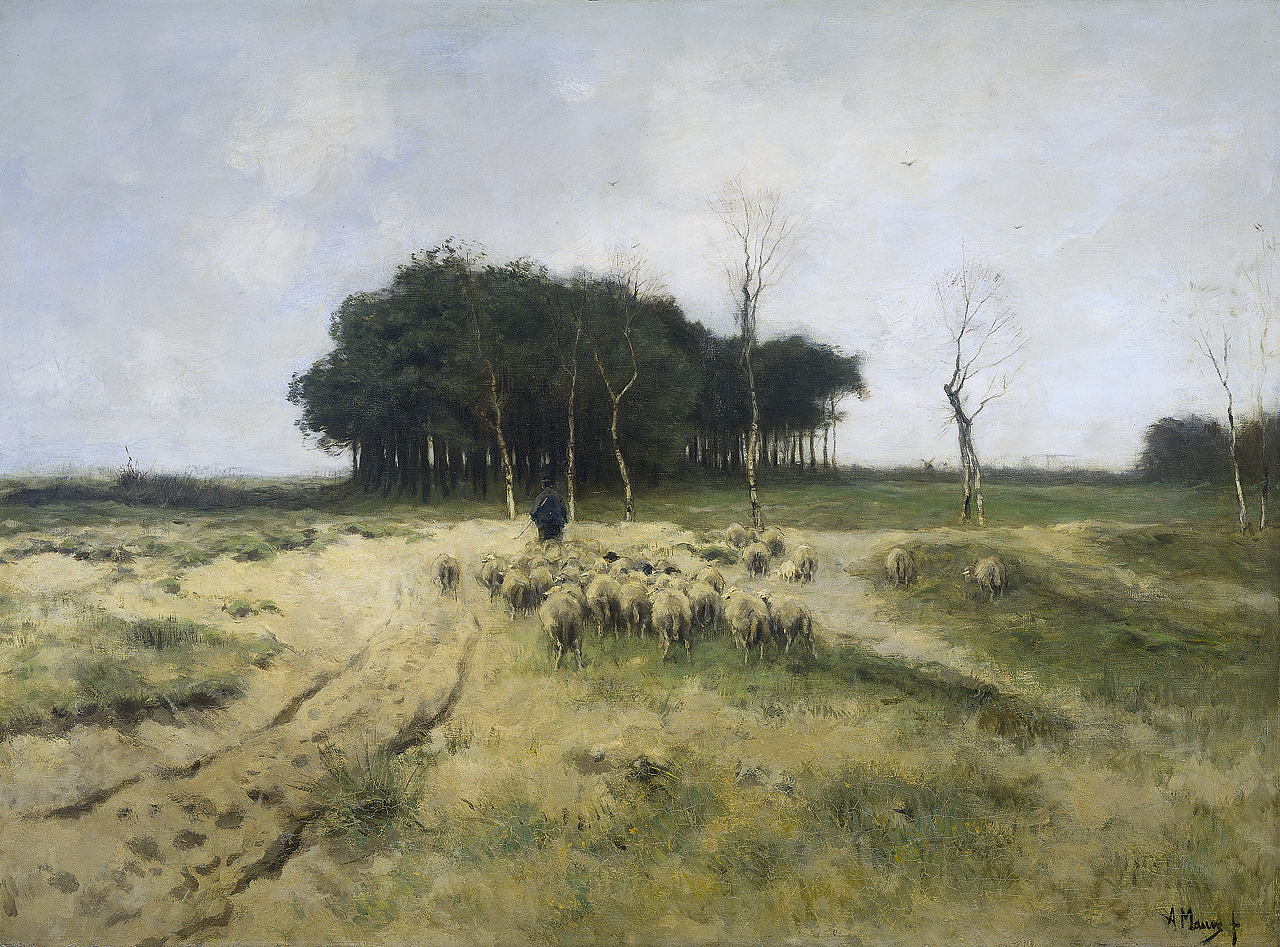
Anton Mauve: Heide te Laren, 1887.

De Nederlandse schilder Jozef Israëls "ontdekte" rond 1870 Laren als schildersdorp. Israëls bezocht Laren regelmatig met zijn zoon Isaac Israëls en ook vertelde hij enthousiast aan zijn Haagse vrienden over Laren. Albert Neuhuys en Anton Mauve volgden weldra. Hierop volgden Hein Kever, Willem Steelink jr., Hendrik Valkenburg, Wally Moes, Etha Fles, Arina Hugenholtz en Tony Offermans. In tegenstelling tot Israëls vestigden sommige van zijn vrienden zich permanent in Laren. De namen van Neuhuys en Mauve zorgden ervoor dat Laren wijde bekendheid kreeg. Neuhuys richtte zich op interieuren, waarmee de Larense School evenals met landschapschilderijen bekend geworden is.
Larense schilders werkten vooral in de natuur, de Larense School had een traditionele stijl.
Over de geestdrift omtrent Laren schreef Anton Mauve, op 3 juni 1882, aan zijn vrouw: "...'t Is aandoenlijk mooi hier, van een fijnheid van lijnen en lieflijke poëzie straalt uit alles, binnenhuizen, wegen, akkers, prachtige heide en boschjes en de menschen is van het liefste soort dat te bedenken is. ..."

## Tweede generatie
Na 1898 kwam er een grote groep doorgaans jonge kunstschilders naar het Gooi, welke later de "tweede generatie" van de Larense School genoemd zou worden. Bekende namen waren Otto Van Tussenbroek en Evert Pieters, Bernard de Hoog, Henk de Court Onderwater, André Broedelet, Salomon Garf, Franz Deutmann, Lammert van der Tonge, Jaap Dooijewaard en Bernard Pothast. De meeste van hen waren genreschilders, onder invloed van Neuhuys. Meer "landschappers" waren Cornelis Vreedenburgh, Gerrit Willem van Blaaderen, Bernard Polfliet, Frans Langeveld en Ed van de Ven. Diverse schilders van de tweede generatie zouden zichtbaar onder invloed staan van het impressionisme, anderen bleven schilderen in de realistische traditie van de eerste generatie.
In 1903 ontstond onder impuls van Auguste Legras een gestructureerde Gooise schildersvereniging, "De Tien". Deze ging groepsexposities organiseren door het hele land, met het oog op het bereiken van een groter afzetgebied voor het werk van de leden. Derk Meeles, Toon de Jong, David Schulman en Emanuel van Beever behoorden onder andere ook tot dat tiental.

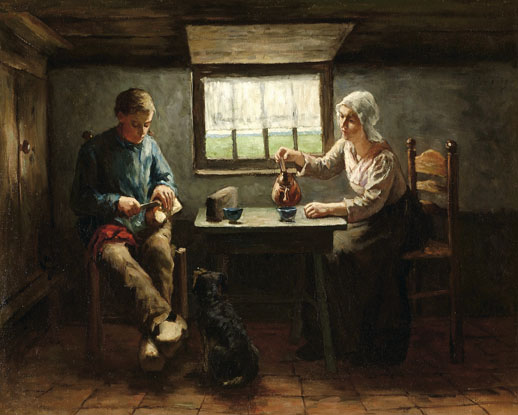
Hein Kever: Theetijd, ca. 1900.

In 1921 werd De Vereeniging van Beeldende Kunstenaars Laren-Blaricum opgericht door Breman, maar door de milde toelatingseisen splitste in 1935 de Gooische Schildersvereniging onder leiding van Schulman zich af.
Ook buitenlandse schilders kwamen in het Gooi werken: Max Liebermann in 1884 voor het eerst, terwijl de Amerikaan William Henry Singer in Laren in 1911 het landhuis "De Wilde Zwanen" liet optrekken, dat na de Tweede Wereldoorlog het "Singer Museum" zou worden.
Co Breman en Ferdinand Hart Nibbrig schilderden landschappen in andere stijlen dan het gebruikelijke impressionisme, namelijk het pointillisme en luminisme, terwijl Gijs Bosch Reitz het bij gestileerde vormen hield. Johan Coenraad Heyenbrock leefde zich uit in fabriekstaferelen, terwijl Auguste Legras zich verdienstelijk maakte als schilder van dieren en Afrikaanse landschappen. Jan Pieter Veth was dan weer portretschilder en Douwe Komter legde zich toe op stillevens. Ook modernisten als Piet Mondriaan, Jan Sluijters en Leo Gestel vestigden zich in Laren.
Meer bekende schilders bezochten Laren ook zonder zich er te vestigen. Zo was Max Beckmann ook een regelmatig bezoeker tijdens zijn semionderduikperiode tijdens de oorlog en de jaren daarna.

## Naamgeving en plaats
Hoewel door kunstverzamelaars en auteurs de term Larense School als vaststaand begrip wordt gebruikt is het vanuit kunsthistorisch perspectief gezien de vraag of hier sprake is van een werkelijke aparte stroming of dat deze school te beschouwen is als een nabloei van de Haagse School. De Haagse School was al tien jaar eerder ontstaan en meerdere grondleggers van de Larense School (Jozef Israëls, Neuhuys, Anton Mauve) waren bekend als Haagse schilders, voordat ze in Laren terechtkwamen, rond 1870. Buitenlandse bronnen maken meestal geen onderscheid en hebben het over het "Hollandse Barbizon" van Oosterbeek, als "thematische verlenging van de Haagse versie".
Ten opzichte van kunstvernieuwing, in navolging van het Franse Barbizon, met het openluchtschilderen, had de Haagse School wel de toon gezet en gebeurde te Laren niet veel vernieuwends qua techniek of optiek. De verf in tubes en lichtere opplooi-ezels waren aangewezen op dit soort directe-natuur-realisme. Wel bracht Laren de plattelandse onderwerpkeuze, tegenover het Haagse maritieme Impressionisme.